# Ecnomiohyla rabborum
Espèce
Statut de conservation UICN

 CR (Possibly Extinct) B1ab(iii,v) : 
En danger critique
 2018 
Ecnomiohyla rabborum est une espèce de grenouilles de la famille des Hylidae. C'est une grenouille relativement grande qui vit dans la canopée des forêts du centre du Panama. Comme d'autres membres du genre Ecnomiohyla, elle est capable de planer d'arbres en arbres en déployant leurs grandes pattes à la palmure très développée. Les mâles de cette espèce sont très territoriaux protégeant les phytotelmes utilisés pour la reproduction. Ce sont eux qui sont chargés de protéger et s'occuper des jeunes, y compris leur trouver leur nourriture. C'est la seule espèce connue pour laquelle les têtards se nourrissent des cellules de la peau de leur père.
Cette espèce a été découverte en 2005 et décrite officiellement en 2008 par une équipe d'herpétologistes menée par Joseph R. Mendelson III. Elle a été nommée en l'honneur des défenseurs de la nature et herpétologistes George B. Rabb et Mary S. Rabb. Cette espèce est classée comme en danger critique d'extinction par l'Union internationale pour la conservation de la nature (UICN) en 2009. On pense que cette espèce est peut-être disparue dans la nature, du fait d'une épidémie de Batrachochytrium dendrobatidis dans son aire de répartition. En dépit des efforts de plusieurs équipes, les programmes d'élevage en captivité ont échoué. La dernière femelle de cette espèce détenue en captivité est morte en 2009. Seuls deux mâles survivent alors. Le 17 février 2012, l'un des deux est euthanasié au zoo d'Atlanta en Géorgie du fait d'une santé défaillante. Le dernier membre vivant de l'espèce, un mâle adulte, est mort au Atlanta Botanical Garden le 26 septembre 2016.

## Description

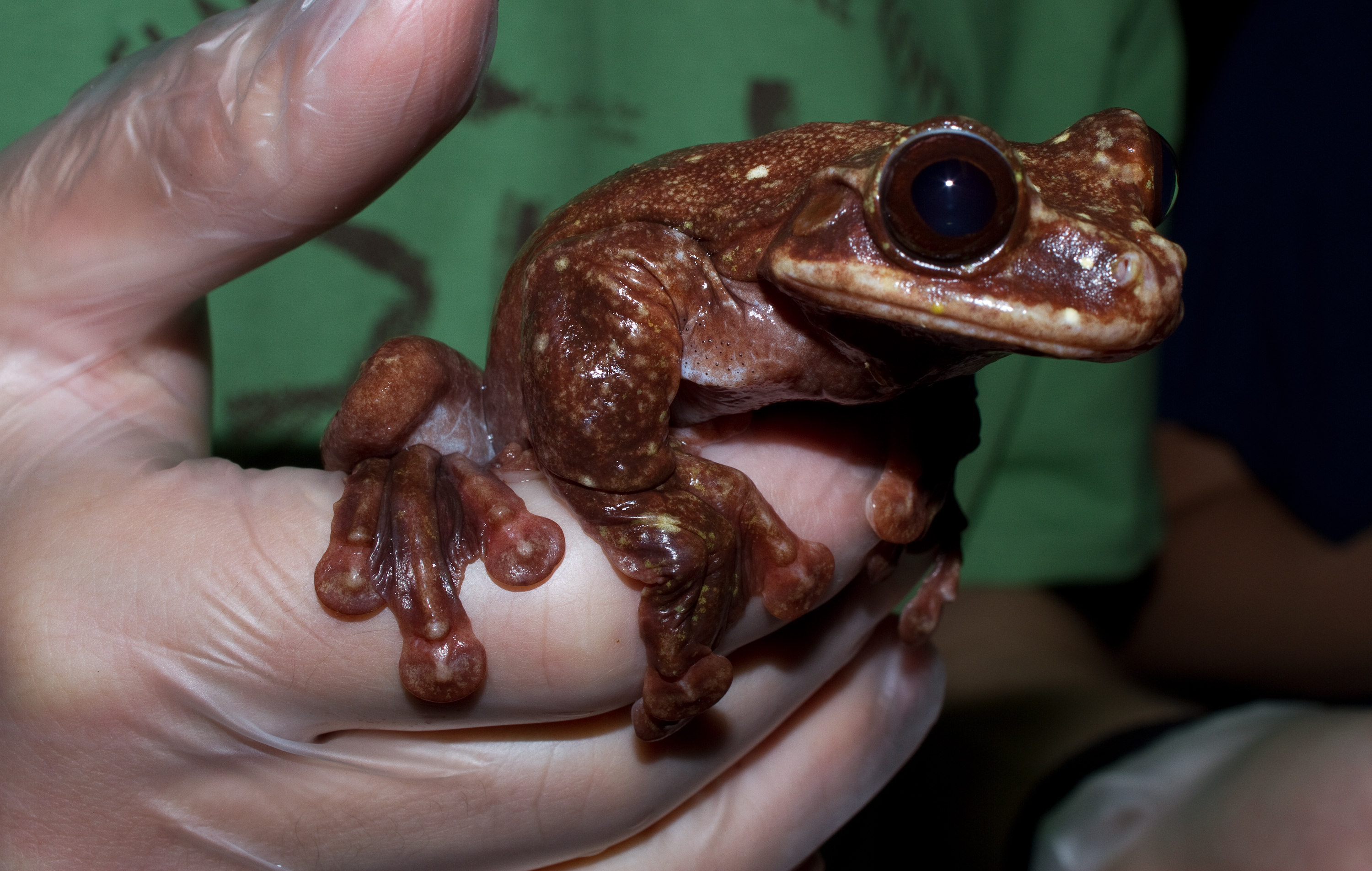
Ce mâle adulte de l'Atlanta Botanical Garden est le dernier représentant connu de son espèce.

Ecnomiohyla rabborum est une grenouille relativement grande. Les mâles mesurent entre 62 et 97 mm, tandis que les femelles mesurent de 61 à 100 mm. La tête est plus large que le reste du corps et aplatie à son sommet. La gueule est modérément longue avec des narines proéminentes sur les côtés près de leur extrémité. Vue de dessus, la gueule est plus ou moins elliptique. Le canthus rostralis est concave et a des bords larges et arrondis. La région du lore est également concave. Le tympan a un diamètre inférieur à celui des yeux, et est légèrement incliné. Des structures glandulaires lisses (connus comme les feuillets supratympaniques) s'étendent au-dessus du tympan des yeux jusqu'aux bords de la mâchoire inférieure.
Les pattes sont courtes et munies de très grandes mains. Les doigts sont relativement courts avec des disques aplatis à leurs extrémités. Les disques du second, du troisième et du quatrième doigt font environ le même diamètre que le tympan. De petites saillies appelées tubercules sont présentes sous les pattes. Sur le premier doigt, les tubercules de l'articulation la plus proche de l'extrémité sont de forme elliptique. Sur les second et troisième doigts, les tubercules situés en dessous des articulations sont plus petites que sur le quatrième doigt. Il n'y a pas de tubercules sur la palmure entre les doigts bien que des longs tubercules plats sont présents derrière les bases des doigts intérieurs (les « pouces »). De nombreux petits tubercules arrondis sont également présents entre les articulations des doigts. Les doigts sont entièrement palmés,.
Les pattes arrière sont plus minces et modérément longues. Comme pour les pattes avant, les pieds des pattes arrière sont très grands. Au repos, les talons se superposent. Si elle est étirée vers l'avant du corps, l'articulation de la cheville peut aller au-delà des yeux. Comme pour les pattes avant, une frange de peau crénelée s'étend du talon jusqu'à la base du pied, formant une arête continue jusqu'au disque du cinquième orteil. Les orteils, comme les doigts, possèdent des disques aplatis à leurs extrémités, mais de diamètre légèrement inférieur. Les tubercules des articulations situées les plus à l'extrémité du cinquième orteil sont plus grands que les autres tubercules subarticulaires. Entre ces derniers on trouve de nombreux petits tubercules coniques. Les orteils sont entièrement palmés,.
La peau d'E. rabborum a une texture granulaire et est à prédominance brun marbré. Les surfaces supérieures des membres sont également marbrées, tandis que la surface inférieure des cuisses est jaune pâle. Le menton et le haut de la poitrine sont bruns, tandis que le reste des surfaces inférieures du corps sont blanches marquées de points bruns. Les paupières et les surfaces supérieures des membres et du dos sont parsemées de mouchetures vertes, dont l'apparence et la position peuvent être modifiées par l'animal (chromatophores). Les iris des yeux sont uniformément brun-rougeâtre,.
Durant la saison de reproduction, les mâles adultes de cette espèce se caractérisent par des pattes avant élargies (humérus) avec une arête osseuse couverte de peau et d'épines noires kératinisées. Les épines sont également présentes sur la partie supérieure de la zone située juste avant les pouces. Ces épines sont vraisemblablement utilisées durant l'amplexus,.

## Biologie et écologie
Ecnomiohyla rabborum, comme les autres membres de son genre, vit dans la canopée des forêts. Elle est nocturne et se nourrit d'insectes. Quand elle est menacée, elle est capable de planer dans l'air en se jetant d'une branche et en déployant ses pattes entièrement palmées. Elles peuvent alors également diriger la direction de leur descente,. Au cours d'observations, cette grenouille a été vu planer sur une distance de 9 m.
Les mâles de cette espèce sont très territoriaux, défendant les trous d'eau dans les arbres qui leur servent pour la reproduction. Le cri d'alerte du mâle E. rabborum consiste en un cri semblable à celui d'un hibou composé de 3 à 5 notes immédiatement suivies d'un « grrrrrck ». Le cri d'appel n'est réalisé que la nuit et dure au moins une ou deux minutes, avec des intervalles plus longs au début qu'à la fin. En plus d'attirer les femelles, ce cri peut également permettre de prévenir les mâles concurrents. Les accouplements ont lieu tout au long de l'année, mais les cris semblent s'intensifier 2 à 3 jours avant une nuit de pleine lune et durant le pic de la saison de reproduction de mi-mars à mai.
Les femelles pondent leurs œufs dans des creux d'eau dans des arbres, attachés au bois ou à l'écorce juste au-dessus de la ligne d'eau. Après avoir pondu, la femelle s'en va tandis que le mâle reste à côté des œufs pour les garder. Les mâles peuvent s'accoupler plusieurs fois et un seul trou d'eau peut contenir entre 60 et 200 œufs. Les œufs éclosent en de gros têtards aux corps aplatis dorso-ventralement, et à la courte tête. Les yeux sont situés au sommet de la tête et dirigés vers les côtés. Ils ne sont pas visibles vu de dessous. Les narines sont situées aux deux tiers de la distance entre les yeux et la bouche. Cette dernière est petite et située en bas de l'extrémité de la tête. De petites papilles sont présentes sur les côtés de la lèvre supérieure et sur le bord complet de la lèvre inférieure. Les becs sont robustes avec de petites dentelures. Le spiracle s'ouvre au milieu du côté droit du corps. La queue est fine avec des nageoires. Les têtards sont principalement de couleur brun pâle. Quand les pattes apparaissent, ils mesurent entre 25 et 27 mm sans la queue. Les têtards sont tellement grands et nombreux par rapport à leur espace de vie qu'il y a parfois plus de têtards que d'eau dans les trous d'eau.
E. rabborum est remarquable dans le sens où les mâles semblent directement nourrir les têtards. Durant la journée, le mâle rentre dans l'eau remplit de têtards, et reste moitié immergé jusqu'à la nuit. Pendant ce temps, les têtards nagent autour de lui, et attrapent de petits morceaux de peau sur le dos du mâle, dont ils se nourrissent. C'est le premier exemple d'espèce de grenouille pratiquant de la sorte, bien que cette méthode se rapproche de la façon dont les femelles cécilies nourrissent leurs jeunes,.

## Répartition
Ecnomiohyla rabborum n'a été rencontré que dans les forêts tropicales des versants Pacifique des montagnes au-dessus de la ville d'El Valle de Antón dans le centre du Panama, entre les provinces de Coclé et Panama. Son aire de répartition couvre une surface inférieure à 100 km2 à des altitudes comprises entre 900 et 1 150 m,,. Toutefois, personne ne l'a vu dans cette région depuis 2007.

## Taxinomie
Ecnomiohyla rabborum est classée dans le genre Ecnomiohyla de la sous-famille de grenouilles arboricoles des Hylinae, au sein de la famille des Hylidae. Elle a été décrite pour la première fois en 2008 par une équipe d'herpétologiste composée de Joseph R. Mendelson III, Jay M. Savage, Edgardo Griffith, Heidi Ross, Brian Kubicki et Ronald Gagliardo. Au moment de sa découverte en 2005, elle est tout d'abord confondues par l'équipe avec Ecnomiohyla fimbrimembra, mais Kubicki l'identifie ensuite comme une nouvelle espèce. Les holotypes ont été élevés en captivité. Ils ont été obtenus à partir de têtards collectés par Griffith et Ross dans une zone située non loin d'El Valle de Antón, à Coclé, au Panama le 15 juillet 2005.
Le nom générique Ecnomiohyla vient du grec ecnomios (« merveilleux » ou « inhabituel ») et d'Hylas, le compagnon d'Hercules,,. L'épithète spécifique a été donnée en l'honneur des herpétologistes George B. Rabb et Mary S. Rabb.

## Sauvegarde

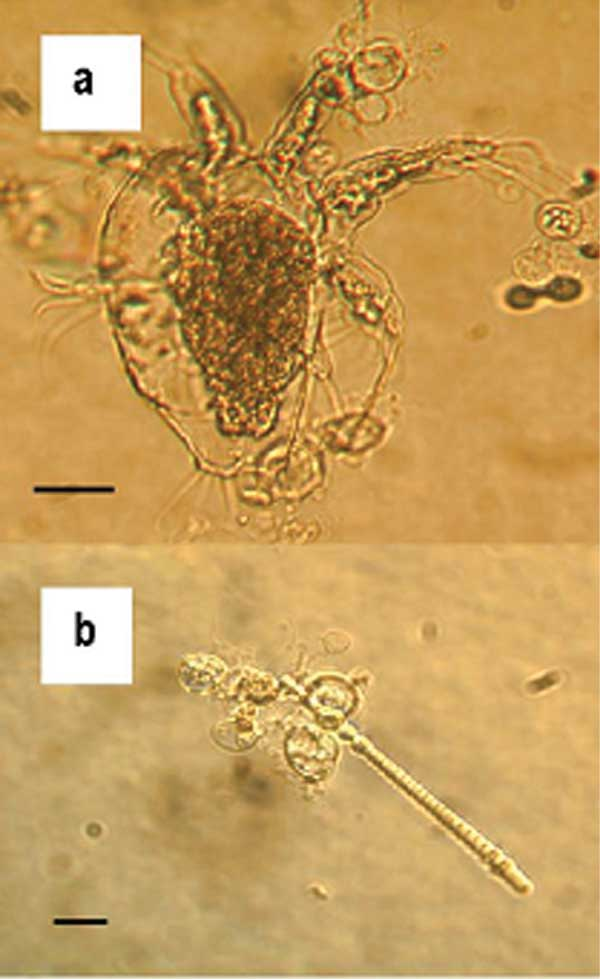
Zoospores de Batrachochytrium dendrobatidis (visible comme un petit corps globuleux attaché à un arthropode en haut et sur une algue en bas).

Au moment de sa collecte, les herpétologistes qui ont plus tard décrit Ecnomiohyla rabborum étaient déjà au fait de la menace représentée par le Chytridiomycota Batrachochytrium dendrobatidis (appelé par les biologistes « Bd ») au Panama. Ce champignon cause une maladie infectieuse qui touche les amphibiens appelée chytridiomycose, et qui semble contribuer au déclin massif et à l'extinction d'espèces d'amphibiens dans certaines parties du monde, comme en Amérique, en Australie et en Nouvelle-Zélande. Les amphibiens infectés peuvent présenter une grande diversité de symptômes comme un comportement anormal et léthargique, des convulsions, une peau qui pèle, des ulcères et des hémorragies ; tout cela résultant en la mort de l'animal. L'origine de la maladie est inconnue, mais on pense qu'elle s'est développée à travers le monde à travers l'importation du Xénope lisse (Xenopus laevis).
En 2006, dans l'espoir de sauver l'espèce, les spécimens de E. rabborum que l'équipe a collecté ont été envoyés dans les installations d'élevage du El Valle Amphibian Conservation Centre (EVACC), du Zoo d'Atlanta, et de l'Atlanta Botanical Garden. Cependant, ces efforts se sont révélés futiles. Les grenouilles ont survécu dans ces installations mais ne se sont jamais reproduites. La dernière femelle est morte en 2009 au Atlanta Botanical Garden.
Dans une étude sur la rapide extinction des amphibiens dans le monde, Joseph R. Mendelson III, le Conservateur d'Herpétologie du Zoo d'Atlanta et l'un des scientifiques qui a décrit l'espèce E. rabborum, indiquent que les herpétologistes sont devenus au cours des 20 dernières années des « taxonomistes forensiques ». Les espèces sont maintenant décrites juste avant voire après leur disparition. Sur la situation d'E. rabborum, il dit

« Il apparait que la nature a fait son œuvre avant que trois équipes de personnes dévouées à cette tâche ne parviennent à déterminer les besoins de ces grenouilles pour qu'elles se reproduisent. Avoir fait partie d'une de ces équipes a été une frustrante et triste expérience. »

Deux mâles au Zoo d'Atlanta et au Atlanta Botanical Garden ont survécu jusqu'au 17 février 2012, quand l'un d'entre eux a dû être euthanasié à la suite d'une forte dégradation de sa santé, et pour pouvoir préserver intact du matériel génétique. En effet, les amphibiens se décomposent rapidement, et s'il était mort naturellement durant la nuit il aurait été impossible d'en extraire le matériel génétique. Le Deputy Director du Zoo, Dwight Lawson, commente :

« C'est la seconde fois dans ma carrière que je vois littéralement un des tout derniers représentants de son genre mourir et une espèce entière disparaître à tout jamais avec lui. C'est une expérience perturbante, et nous sommes démunis devant cela. La crise d'extinction des amphibiens actuelle nous a retiré une riche diversité d'animaux, et plus d'efforts et de ressources sont nécessaires pour stopper ces pertes. »

La dernière observation d'une de ces grenouilles dans la nature est celle d'un mâle, à partir de son cri (il n'a pas été vu) en 2007,. Au moment de sa dernière étude en 2009, l'UICN classe E. rabborum comme en danger critique d'extinction,,. Des estimations plus récentes indiquent que l'espèce pourrait être éteinte à l'état sauvage,. Le mâle adulte appelé Toughie au Atlanta Botanical Garden est le dernier survivant connu de son espèce.

## Publication originale
- Mendelson, Savage, Griffith, Ross, Kubicki & Gagliardo, 2008 : Spectacular New Gliding Species of Ecnomiohyla (Anura: Hylidae) from Central Panama. Journal of Herpetology, vol. 42, no 4, p. 750-759 (texte intégral).